# Maximiliano Juan
Maximiliano Carlos Juan, conocido también por su seudónimo Maxi Juan (n. 28 de mayo de 1981, Merlo, Provincia de Buenos Aires), es un piloto argentino de automovilismo de velocidad. Reconocido por su trayectoria a nivel nacional, participó en diferentes categorías argentinas de automovilismo, destacándose principalmente en el Turismo Carretera, donde compite desde 2005. Fue campeón Argentino de TC Pista en el año 2004, título que le valió el ascenso y debut al año siguiente en el Turismo Carretera, donde compitió a bordo de un Ford Falcon.
Compitió además en otras categorías como Fórmula Honda Argentina, Fórmula Súper Renault Argentina y realizó experiencias dentro del Top Race V6 y del Turismo Nacional. A partir del año 2012, comenzó a trabajar en un emprendimiento para llevar adelante su propia escudería de Turismo Carretera, a la cual denominara "Merlo CJ Racing". Con su equipo se encargaría de participar y atender su unidad Ford Falcon, hasta anunciar su retiro de la categoría en el año 2014. A pesar de esta salida, continuaría su carrera compitiendo en Top Race V6 y TC Mouras.

## Trayectoria
| Año         | Categoría                       | Automóvil           |
| ----------- | ------------------------------- | ------------------- |
| 1997 / 2001 | Karting (2 Subcampeonatos)      |                     |
| 2001        | Fórmula Honda                   | EF-Honda            |
| 2002        | Fórmula Súper Renault Argentina | Dallara-Renault     |
| 2003        | Debut en TC Pista               | Ford Falcon         |
| 2004        | Top Race                        | BMW Serie 3         |
| 2004        | Campeón TC Pista                | Ford Falcon         |
| 2005        | Debut en Turismo Carretera      | Ford Falcon         |
| 2006        | Turismo Carretera               | Ford Falcon         |
| 2006        | Top Race V6                     | Volkswagen Passat V |
| 2007        | Turismo Carretera               | Ford Falcon         |
| 2008        | Turismo Carretera               | Ford Falcon         |
| 2008        | Top Race V6                     | Ford Mondeo II      |
| 2009        | Turismo Carretera               | Ford Falcon         |
| 2010        | Turismo Carretera               | Ford Falcon         |
| 2011        | Turismo Carretera               | Ford Falcon         |
| 2011        | Clase 3 del Turismo Nacional    | Chevrolet Astra     |
| 2012        | Turismo Carretera               | Ford Falcon         |
| 2013        | Turismo Carretera               | Ford Falcon         |
| 2014        | Turismo Carretera               | Ford Falcon         |
| 2015        | Top Race V6                     | Ford Mondeo III     |
| 2015        | Debut en TC Mouras              | Ford Falcon         |

- [1][2]

### Resultados completos TC Mouras
| Año  | Equipo          | Automóvil   | Fechas | Fechas | Fechas | Fechas | Fechas | Fechas | Fechas | Fechas | Fechas | Fechas | Fechas | Fechas | Fechas | Fechas | Posición final      |
| ---- | --------------- | ----------- | ------ | ------ | ------ | ------ | ------ | ------ | ------ | ------ | ------ | ------ | ------ | ------ | ------ | ------ | ------------------- |
| 2015 | Merlo CJ Racing | Ford Falcon | 01     | 02     | 03     | 04     | 05     | 06     | 07     | 08     | 09     | 10     | 11     | 12     | 13     | 14     | 33.º (36.00 puntos) |
| 2015 | Merlo CJ Racing | Ford Falcon | -      | -      | -      | -      | -      | 18     | 20     | -      | -      | -      | -      | -      | -      | -      | 33.º (36.00 puntos) |

## Palmarés
| Título  | Categoría | Automóvil   | Año  |
| ------- | --------- | ----------- | ---- |
| Campeón | TC Pista  | Ford Falcon | 2004 |